# Schlosspark Theater
Le Schlosspark Theater est un petit théâtre berlinois, situé dans le quartier Steglitz, dans l'arrondissement de Steglitz-Zehlendorf.

## Acteurs y ayant joué
- Ernst Deutsch
- Lotte Stein

## Source de la traduction
- (de) Cet article est partiellement ou en totalité issu de l’article de Wikipédia en allemand intitulé « Schlosspark Theater » (voir la liste des auteurs).